# Buchnera buchneroides
Buchnera buchneroides là loài thực vật có hoa thuộc họ Cỏ chổi. Loài này được (S.Moore) Brenan mô tả khoa học đầu tiên năm 1954.